# Тахарруш
Тахарруш джамаи (или гамаи) (арабский تحرش جماعي, [taḥarrush jamā'ī], египетское произношение [taḥarruš ǧamāʿī] — «приставание» и «групповое») — арабский термин, которым обозначают приставание, сексуальные домогательства к девушкам и женщинам вплоть до изнасилования, осуществляемое группой мужчин и подростков. Такие преступления происходят в основном при больших скоплениях людей, например, на демонстрациях и концертах.
Подобные преступления замечены во время Арабской весны, в частности на площади Тахрир в Каире.
В Европе термин получил известность в связи с участившимися случаями таких преступлений мигрантами из Северной Африки, а особенно после сексуальных домогательств в канун Нового года 2015/2016 на вокзале в Кёльне и аналогичных происшествий в других крупных городах Германии и Австрии.
Американский антрополог иранского происхождения Алекс Шамс критикует использование этого термина (в частности, политиками и группами правого толка), поскольку, с его точки зрения, это делается из ксенофобских побуждений, а использование арабского выражения вместо его перевода делает восприятие термина более пугающим и непривычным.